# Bronne, Berezne
Bronne (în ucraineană Бронне) este o comună în raionul Berezne, regiunea Rivne, Ucraina, formată numai din satul de reședință.

## Demografie
Componența lingvistică a comunei Bronne
     Ucraineană (99,56%)
     Alte limbi (0,44%)
Conform recensământului din 2001, majoritatea populației comunei Bronne era vorbitoare de ucraineană (99,56%), existând în minoritate și vorbitori de alte limbi.